# Charistica
Charistica là một chi bướm đêm thuộc họ Gelechiidae.